# Leggo
Leggo (på dansk Jeg læser) er en Italiensk avis og var den første gratisavis der i 2001 begyndte sin udgivelse i Italien produceret af Caltagirone Editore (der er ejet af Francesco Gaetano Caltagirone).
Den trykkes i 15 lokale udgaver i byerne Rom, Milano, Torino, Napoli, Bologna, Firenze, Padua, Venedig, Verona, Bari, Genova, Como, Bergamo, Brescia og Varese, med et samlet oplag på 1.050.000. (2008).